# Kliúievka
Kliúievka (en rus: Клюевка) és un poble de l'óblast de Saràtov, a Rússia, segons el cens del 2010 tenia 16 habitants. Pertany al districte municipal de Volsk.